# El Cubillo de Uceda
El Cubillo de Uceda är en ort i Spanien.   Den ligger i provinsen Provincia de Guadalajara och regionen Kastilien-La Mancha, i den centrala delen av landet, 50 km nordost om huvudstaden Madrid. El Cubillo de Uceda ligger 893 meter över havet och antalet invånare är 119.
Terrängen runt El Cubillo de Uceda är platt åt sydost, men åt nordväst är den kuperad. Runt El Cubillo de Uceda är det glesbefolkat, med 10 invånare per kvadratkilometer. Närmaste större samhälle är Uceda, 5,2 km väster om El Cubillo de Uceda. Trakten runt El Cubillo de Uceda består till största delen av jordbruksmark.